# Halet Çambel
Halet Çambel (Berlín, Alemanya, 27 d'agost de 1916-Istanbul, Turquia, 12 de gener de 2014) va ser una esgrimista i arqueòloga.
Va néixer a Berlín el 1916, la seva mare va ser Remziye Hanım, qui era la filla d'İbrahim Hakkı Pasha, un antic sadrazam (equivalent a primer ministre en l'Imperi Otomà) i l'ambaixador otomà a Alemanya. El seu pare, Hasan Cemil Çambel, era agregat militar de l'Ambaixada.
Va rebre la formació de pregrau d'arqueologia a la Universitat de la Sorbona a París i es va doctorar el 1940 a la Universitat d'Istanbul.
Va competir en l'esdeveniment de floret individual femení en els Jocs Olímpics de 1936. Va ser una de les dues primeres dones turques i musulmanes a competir en els Jocs Olímpics (l'altra va ser la seva companya d'equip, Suat Fetgeri Aşeni) encara que convidada per una funcionària alemanya per ser rebuda per Hitler, Çambel i la seva companya Suat Fetgeri s'hi van negar per motius polítics.
Al seu retorn a Istanbul, després dels Jocs Olímpics, va començar la seva associació amb Nail Çakırhan, un poeta comunista que es va convertir en un cèlebre arquitecte. Van estar casats durant 70 anys fins a la seva mort a l'octubre de 2008.
Çambel va ser co-guardonada amb Nimet Özgüç del Gran Premi del Ministeri de Cultura i Turisme del 2010 per les seves contribucions a l'arqueologia del país.
El 12 de gener de 2014, va ser trobada morta al seu apartament a Istanbul.